# Nukleofil
Nukleofili su čestice (teže prema jezgri, nukleusu) koje imaju nevezani elektronski par. Mogu biti negativno nabijeni ioni ili neutralne molekule.
Kemijska su vrsta koja daje elektronski par elektrofilu radi stvaranja kemijske veze u odnosu na kemijsku reakciju. Sve molekule i ioni koji imaju slobodni par elektrona ili barem jednu pi vezu mogu se ponašati kao nukleofili. Budući da nukleofili daju elektrone, po definiciji su Lewisove baze.